# Guzek Aschoffa

Guzek Aschoffa w zapaleniu mięśnia sercowego w przebiegu gorączki reumatycznej

Guzki Aschoffa – obecność licznych ognisk zapalenia w tkance łącznej serca, charakterystyczna dla ostrego reumatycznego zapalenia mięśnia sercowego.
W centrum guzka znajduje się martwica włókniakowata, którą otacza przewlekły naciek zapalny z komórek jednojądrowych i nielicznych makrofagów z pęcherzykowatymi jądrami i obfitą zasadochłonną cytoplazmą, zwanych komórkami Aniczkowa. Guzki Aschoffa mogą być obecne wszędzie w obrębie tkanki łącznej serca. We wsierdziu najczęściej są położone blisko małych naczyń i obejmują ich ścianę.